# 田岛政治
田岛政治（日语：／ Tajima Masaji，1929年4月5日—），日本男子跳远运动员。他曾获得1951年亚洲运动会男子跳远金牌。他也曾参加1952年夏季奥运会和1956年夏季奥运会。